# Cela (Cambre)
Cela (llamada oficialmente San Xulián de Cela) es una parroquia española del municipio de Cambre, en la provincia de La Coruña, Galicia.

## Límites
Linda con las parroquias de Cambre y Pravio al norte, con Cambre al oeste, con Cecebre al este, y con Brejo al sur. Antiguamente la vía romana, cuyo recorrido era de Cambre a Brejo, pasaba por Cela.

## Etimología
Se cree que el nombre de la parroquia procede de la voz latina Cellarius o Cella, étimo de la palabra gallega celeiro (cueva, despensa, bodega); por ello, el topónimo podría hacer referencia a una posada situada en la desaparecida vía romana que solía atravesar la zona.

## Geografía
La parroquia de Cela es una de las más pequeñas en extensión dentro del municipio de Cambre. Está situada a la derecha del río Mero, que desemboca en la ría del Burgo, que separa el municipio de Cambre y Culleredo. 

## Historia
La primera referencia documental que existe sobre Cela es contemporánea a la fundación del Monasterio de Santa María, en la vecina parroquia de Cambre. En dicho documento, un caballero llamado Alvito hizo una donación a los monjes de Sigrás y Cela.

## Demografía
| Gráfica de evolución demográfica de Cela entre 2000 y 2018 |
|                                                            |
| Datos según el nomenclátor publicado por el INE.           |

## Entidades de población
Entidades de población que forman parte de la parroquia:
- A Iglesia (A Igrexa)
- A Patiña
- A Pena
- A Ponte (A Ponte de Cela)
- O Outeiro
- O Rueiro
- Souto

## Monumentos
La iglesia de Cela, consagrada en honor a San Julián de Cuenca, fue construida en el año 1899. A poca distancia se encuentra el Pazo de Cela, un edificio barroco del siglo XVIII, que es actualmente una propiedad particular donde se celebran banquetes de boda y bautizos. El pazo tiene planta rectangular y está construido en cachotería y sillería; está recubierto por teja plana, y cabe destacar la escalinata con un patín monumental de cantería de granito. En cuanto a ornamentación, destacan dos escudos a ambos lados de la puerta principal. La finca, amurallada, cuenta con una pérgola y un cenador.

## Personalidades
- Pedro de Castro Figueroa y Salazar, virrey de Nueva España y primer Duque de la Conquista, nació en Cela en 1678.